# Paolo Romeo

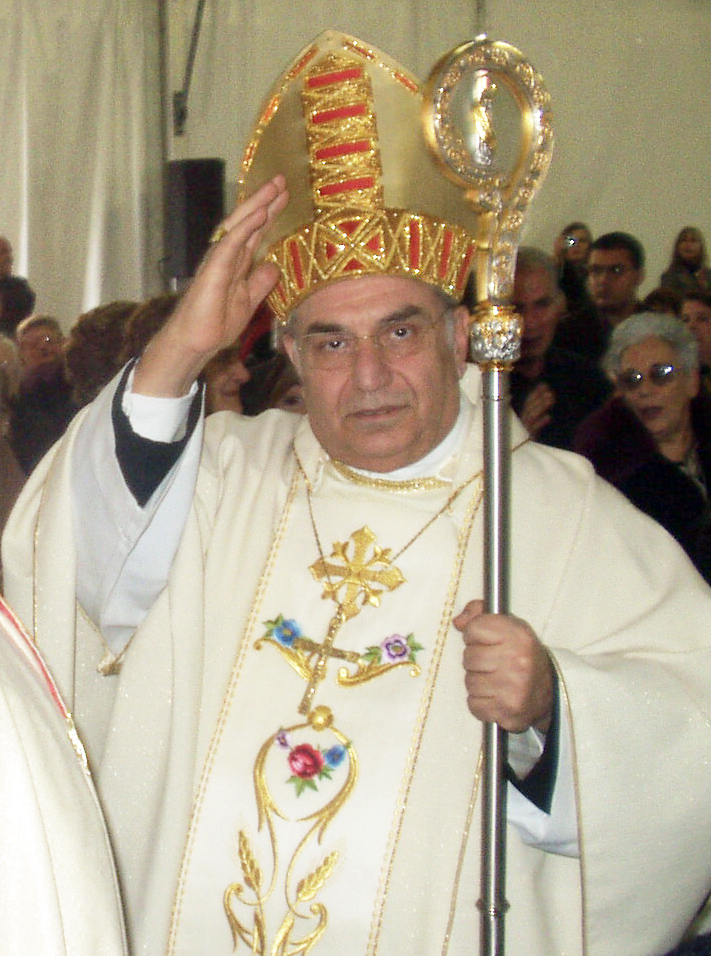
Erzbischof Paolo Romeo (2006)

Wappen von Erzbischof Paolo Kardinal Romeo

Paolo Kardinal Romeo (* 20. Februar 1938 in Acireale, Provinz Catania, Italien) ist ein römisch-katholischer Geistlicher und emeritierter Erzbischof von Palermo.

## Leben
Paolo Romeo, fünftes von neun Kindern, studierte Katholische Theologie und Philosophie zunächst am Seminar in Acireale, später als Seminarist am Almo Collegio Capranica auch Theologie an der Päpstlichen Universität Gregoriana. An der Lateranuniversität wurde er in Kirchenrecht promoviert. Am 18. März 1961 empfing er das Sakrament der Priesterweihe. Er arbeitete als Priester in Rom, unter anderem als Betreuer einer Pfadfindergruppe.
1967 trat Paolo Romeo in den Dienst des Heiligen Stuhls und wurde von Papst Paul VI. am 3. Januar 1968 zum Kaplan Seiner Heiligkeit (Monsignore) ernannt. Für den diplomatischen Dienst des Heiligen Stuhls war er in den päpstlichen Vertretungen auf den Philippinen, in Belgien, Luxemburg und bei der Europäischen Gemeinschaft, in Venezuela und in Ruanda und Burundi tätig. 1976 wurde er in das Staatssekretariat berufen.
Am 17. Dezember 1983 ernannte ihn Papst Johannes Paul II. zum Titularbischof von Vulturia und bestellte ihn zum Apostolischen Nuntius in Haiti. Die Bischofsweihe empfing Romeo am 6. Januar 1984 durch Papst Johannes Paul II. im Petersdom. Von 1990 bis 1999 war er Apostolischer Nuntius in Kolumbien. Danach war Paolo Romeo bis 2001 Nuntius in Kanada. 2001 wurde Romeo Apostolischer Nuntius in Italien und San Marino.
Am 19. Dezember 2006 ernannte ihn Papst Benedikt XVI. zum Erzbischof von Palermo. Die feierliche Amtseinführung fand am 10. Februar 2007 in der Kathedrale von Palermo statt.
Paolo Romeo war Vorsitzender der Sizilianischen Bischofskonferenz und ist Ehren-Konventualkaplan des Souveränen Malteserordens. Seit 2006 ist er Großprior des Ritterordens vom Heiligen Grab zu Jerusalem für Italien und Sizilien.
Im feierlichen Konsistorium vom 20. November 2010 nahm ihn Papst Benedikt XVI. als Kardinalpriester mit der pro hac vice zur Titelkirche erhobenen Titeldiakonie Santa Maria Odigitria dei Siciliani in das Kardinalskollegium auf. Er nahm am Konklave 2013 teil, in dem Papst Franziskus gewählt wurde.
Dieser ernannte Kardinal Romeo am 8. April 2013 zudem zum Apostolischen Administrator der Eparchie Piana degli Albanesi di Sicilia, was er bis 2015 blieb.
Papst Franziskus nahm am 27. Oktober 2015 seinen altersbedingten Rücktritt an.

## Mitgliedschaften
Kardinal Romeo war oder ist Mitglied folgender Einheiten der Römischen Kurie:
- Päpstlicher Rat für die Laien, jetzt Dikasterium für Laien, Familie und Leben (seit 2010)[8]
- Päpstliche Kommission für Lateinamerika (seit 2010[8], bestätigt 2014[9])

## Ehrungen
- 2005: Großkreuz des Verdienstordens der Italienischen Republik